# Cases Esteva
Les Cases Esteva formen un conjunt de quatre habitatges, en el carrer Pi i Margall de Palafrugell (Baix Empordà), que està inclòs en l'Inventari del Patrimoni Arquitectònic de Catalunya.

## Descripció

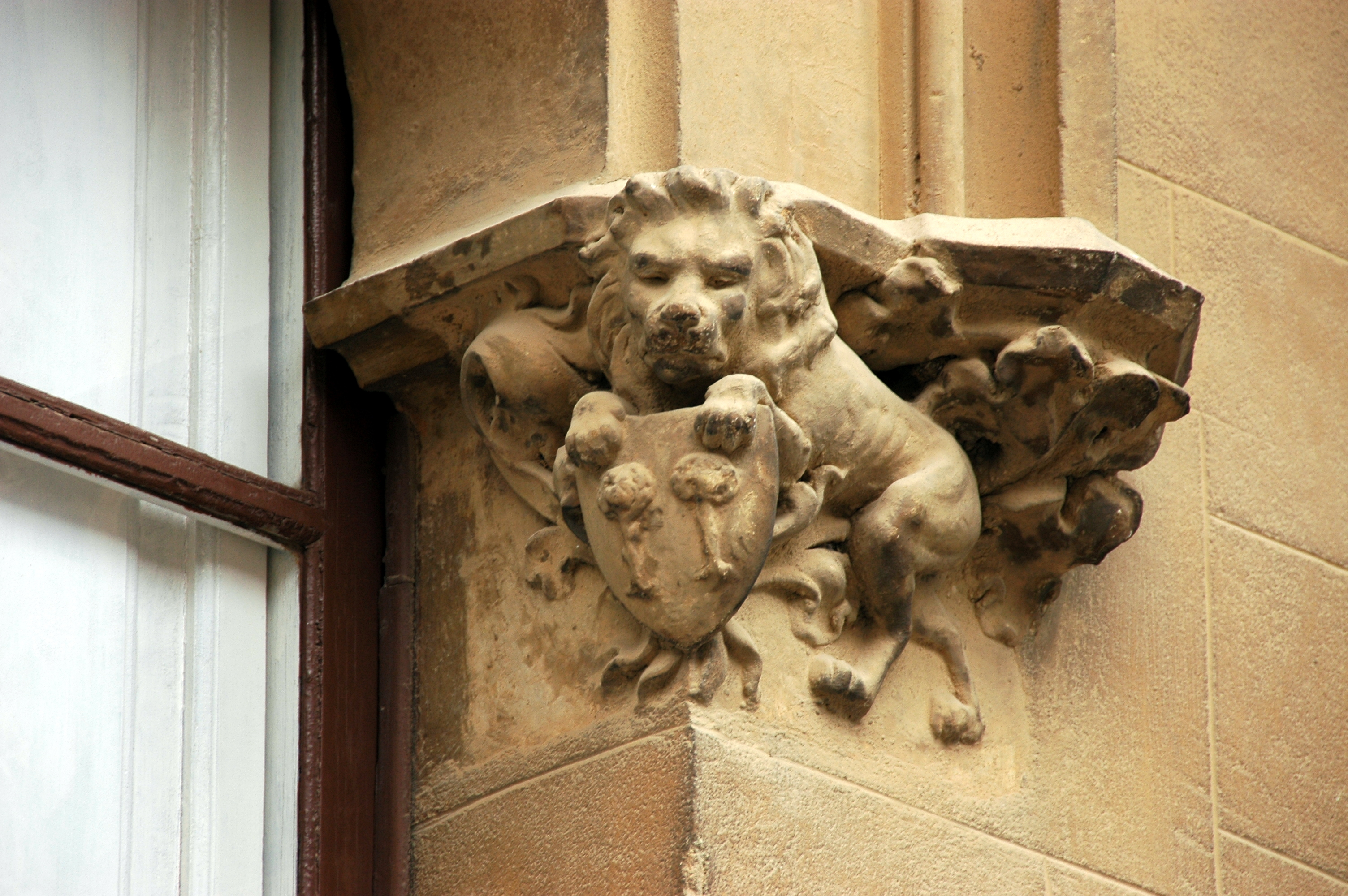
Detall

Són dos edificis unitaris entre mitgeres i amb cantonada entre els carrers de Begur i Pi i Margall. La façana principal es troba orientada a aquest últim carrer i té dues façanes idèntiques, de composició simètrica. Cadascuna d'elles és formada per planta baixa i un pis, i consta de dos habitatges. Té, a la planta baixa, les dues portes d'accés centrades, d'arc inspirat en el de ferradura; aquest arc presenta en el pla exterior un interessant treball de ferro de temàtica floral. Al costat de cada una de les portes, als extrems de la façana, s'obre una finestra coronella d'inspiració gòtica d'arc trilobulat i guardapols amb relleus d'interès. Al primer pis hi ha quatre balcons amb una única barana, dividida en el centre per separar els dos habitatges. El voladís se sosté sobre set cartel·les decorades amb motius vegetals. Les obertures, rectangulars, tenen com a element decoratiu més remarcable un senzill guardapols motllurat amb decoració de tipus gòtic. Entre els balcons i el ràfec s'obren quatre petites cambres d'aire de forma trilobulada emmarcada per un cercle. El coronament, unitari per als quatre habitatges, és un interessant ràfec sobresortint de maó i teula.

## Història
Hi ha utilització de molts elements d'inspiració medieval combinats amb altres del vocabulari modernista.
Les cases Esteve van ser bastides l'any 1906 pel mestre d'obres Miguel Mundet.